# Motorola DynaTAC

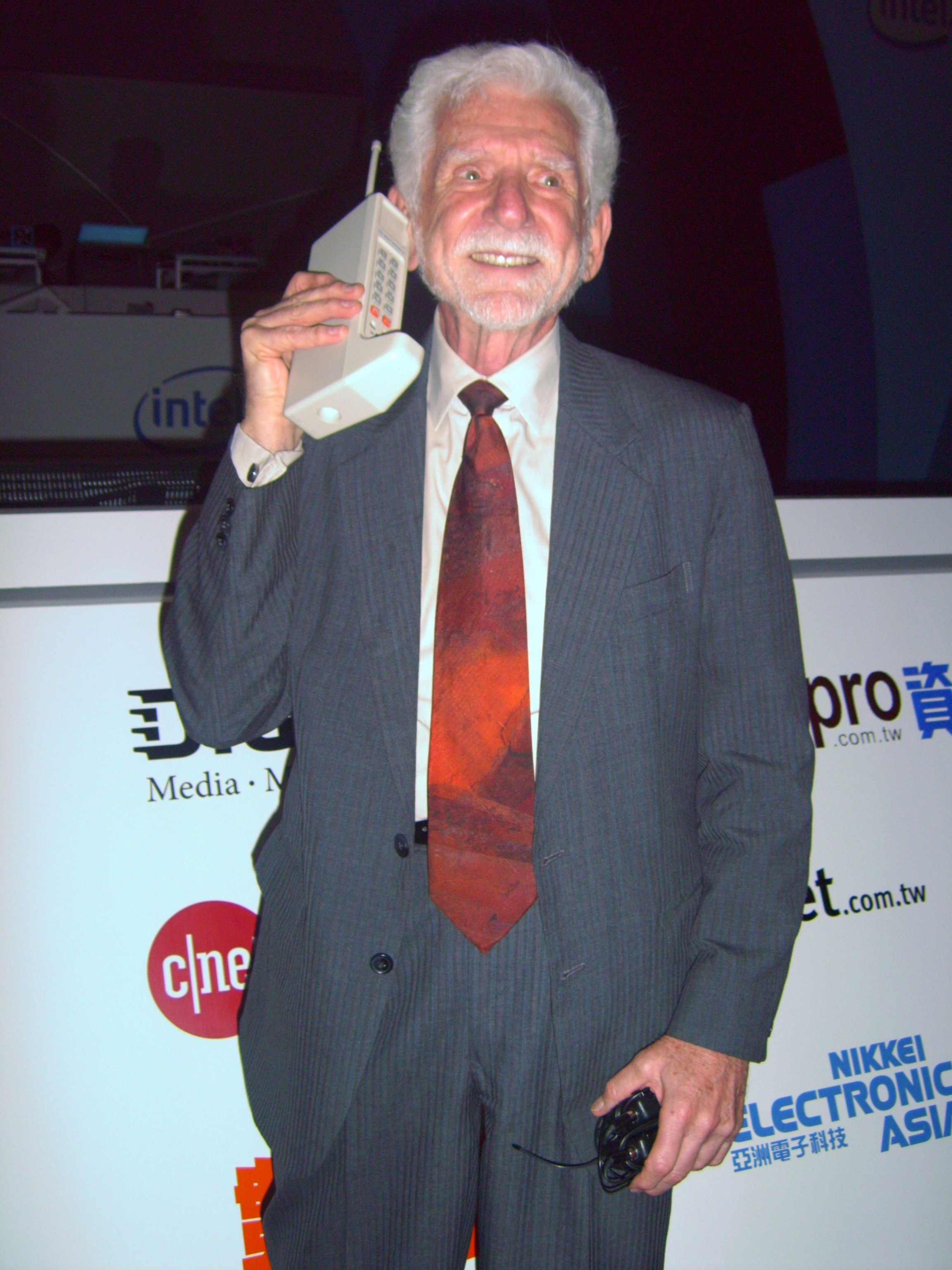
Доктор Мартин Купер создал первый в мире сотовый телефон DynaTac

Motorola DynaTAC 8000X — первый сотовый телефон, получивший сертификат FCC 21 сентября 1983 года.
Первый звонок в США по мобильному был произведён в 1973, по опытному образцу. Несколько опытных моделей были изготовлены между 1973 и 1983 годами.
DynaTAC 8000X был действительно первым мобильным телефоном в США, который мог соединить пользователя с телефонной сетью без помощи оператора мобильной связи. И его действительно можно было переносить одному человеку.
Это была трубка весом около 0,8 кг  и размерами 22,5 × 12,5 × 3,75 см без учёта гибкой обрезиненной антенны.
Светодиодный дисплей красного цвета отображал только набираемый номер.
На передней панели была расположена 12-клавишная цифровая клавиатура (из них 10 цифровых кнопок и две для отправки вызова и прекращения разговора) плюс девять специальных клавиш в таком составе:
- Rcl (Recall) — повтор вызова
- Clr (Clear) — сброс
- Snd (Send) — отправить
- Sto (Store) — клавиша «запомнить»
- Fcn (Function) — функции
- End (End) — закончить
- Pwr (Power) — вкл. питания
- Lock (Lock) — блокировка
- Vol (Volume) — громкость

Аккумулятор позволял общаться по DynaTac 35 минут, но вот заряжать его приходилось чуть более 10 часов.
Именно этот телефон утром 3 апреля 1973 года взял в руки его изобретатель Мартин Купер и набрал номер Джоэля Энгеля (Joel Engel), начальника исследовательского отдела Bell Laboratories. Закончив разговор и проведя в этом же здании пресс-конференцию, инженеры и разработчики осознали, что совершили большую революцию в мире коммуникаций. Годы спустя Ричард Френкель (Richard Frenkiel), глава отдела системных разработок Bell Laboratories, сказал о Dyna-Tac следующее: «Это был настоящий триумф. На тот момент мы использовали в машинах 14-килограммовые телефоны. Их способность вместить все необходимое в 1 кг была большим прорывом».
Федеральная комиссия выделила частоты для использования мобильной связи в начале 1974 г.